# Lagerstroemia engleriana
Lagerstroemia engleriana är en fackelblomsväxtart som beskrevs av Emil Bernhard Koehne. Lagerstroemia engleriana ingår i släktet Lagerstroemia och familjen fackelblomsväxter. Inga underarter finns listade i Catalogue of Life.